# Creu de Sant Isidre (Sant Llorenç d'Hortons)
La Creu de Sant Isidre és una creu de terme de Sant Llorenç d'Hortons (Alt Penedès).

## Història
Era una creu de terme del límit de ponent. Estava col·locada a l'extrem superior del camí de la Creu de Sant Isidre, tocant a la carretera. Assenyalava el límit de les processons parroquials. Fou enderrocada per la topada d'un camió l'any 1992 i es va partir en tres trossos. La van traslladar tal com es troba en l'actualitat al davant de la Rectoria de Sant Llorenç d'Hortons.

## Descripció
És una creu de secció quadrada de 25 cm de costat; el primer tram fa 44 cm d'alçada, el segon tram en fa 50 cm i el tercer 120 cm. El pilar anava damunt una base de secció quadrada de 36 cm de costat i una alçada de 12 cm i aquesta anava damunt un pedestal de 93 cm de costat i una alçada de 19 cm. La part alta del pilar hi ha un rebaix que sembla fet per encabir-hi una creu, possiblement de ferro i uns medallons octogonals a cada costat.